# Académie du Club de Foot Montréal

Ancien logo de l'Académie de l'Impact de Montréal

L'Académie du CF Montréal est un centre de formation de jeunes joueurs et joueuses de soccer faisant partie du club professionnel du CF Montréal, situé à Montréal, une ville du Québec au Canada. Créé en 2010, ce centre de formation vise à former et développer des jeunes tant au plan sportif que citoyen(ne)s responsables. Près d’une trentaine d’adultes y travaillent tant au plan techniques, administratifs que sur la préparation physique et psychologie.Ainsi au fil des saisons  l'académie accueille près de 120 joueurs et joueuses âgés de 12 à 22 ans et près de 90 joueurs de 7 à 12 ans.
À l’époque lors de la création de son académie, CF Montréal est le premier club professionnel au Canada à proposer un programme sport-études pour les jeunes joueurs dès l'âge de douze ans et de quinze ans pour les filles.

## Organisation
En 2025, l'Académie de l'Impact se décompose en cinq entités inter-connectées : l’équipe réserve,le sport-études, la pré-académie,les écoles de soccer et le programme féminin.

### Équipe réserve
Comme son nom l’indique, l’équipe vise à promouvoir  le développement des joueurs vers la  première équipe du club. En 2025, la réserve se compose de 22 joueurs et évolue dans la Ligue1 Québec.Dans cette  équipe, on y retrouve plusieurs espoirs pour les rangs professionnels.

### Sport-Études
Il concerne les jeunes joueurs de 12 à 18 ans qui disposent d'un encadrement sportif et pédagogique dans le cadre de partenariat avec plusieurs écoles secondaires. Grâce à des horaires aménagés, les jeunes joueurs peuvent suivre une scolarité normale en plus des entrainements. Ils sont ensuite encouragés à poursuivre leurs scolarité avec un Cégep de l'alliance Sport-Études.Les sections qui composent le Sport-Études sont :
- l'équipe U18M
- l’équipe U16M
- l'équipe U15M
- l’équipe PEF (féminines)
- l’équipe U16F (féminines)

### Pré-académie
La Pré-académie regroupe des jeunes joueurs de 8 à 12 ans habitant l'agglomération montréalaise. Elle se compose de :
- l'équipe U14
- l'équipe U13

### Écoles de soccer et camps d'été
Les écoles de soccer proposent des camps de formation payant pour les jeunes désireux de perfectionner leur football. Elles disposent du même encadrement technique que les autres sections de l'Académie et sont dirigées par Olivier Brett.

### Programme féminin
En mai 2023, le CF Montréal ouvre un programme d’académie féminine pour les fille âgées de 15 à 18 ans,. Ce nouveau programme prend alors la gestion du Programme Excel féminin (en) (le PEF géré conjointement par Canada Soccer et Soccer Québec). Ce programme de l’Académie regroupe chaque saison une quarantaine de joueuses (elles sont 44 lors de la saison 2025). Le programme féminin se compose de plusieurs équipes dont une U-16 et une d’élite U-18 (du nom équipe PEF) regroupant les meilleures joueuses du programme féminin. L’ensemble des joueuses s’entraînent au Centre sportif Bois-de-Boulogne tout au long de l’année scolaire et au Centre Nutrilait durant la saison estivale. Les matchs de compétition ont lieu à ce dernier endroit. L’équipe PEF de L’académie compétitionne deans la Ligue1 Québec féminine, classée au 2ième niveau féminin au Québec et l’équipe U16 féminine évolue dans la Ligue Espoir Québec .

### Anciennes sections,
Avant la création de l'Académie, l'Attak de Trois-Rivières faisait office de club-école de l'Impact de Montréal. Il a ainsi assez logiquement disparue entre 2011 avec le pleine mise en service de l'Académie.
Une équipe U21 a existé de 2010 à 2013. Elle évoluait dans la Ligue canadienne de soccer jusqu'à ce qu'elle la quitte en janvier 2013 à la suite d'un scandale de matchs arrangés.
En 2015, l’équipe U23 est fusionnée avec l’équipe réserve du club et prend le nom de FC Montréal. Celui-ci évolue dans le championnat de 3ième division nord-américaine de la USL Championship. Le FC Montréal-équipe réservearête ses activités en 2016.

### Infrastructures
Les différentes équipes de l’Académie s'entrainent actuellement au Centre Nutrilait des mois d’avril à novembre et aux terrainssynthétiques intérieurs du Complexe sportif Marie-Victorin et du Centre sportif Bois-de-Boulogne tout au long de la saison froide .Ce qui ne s’est pas fai sans heurts au Cégep Marie-Victorin. Avant 2015, les matchs locaux des équipes de l’académie avaient lieu sur le terrain d’entraînement adjacent le Stade Saputo.

## Partenariat avec des clubs amateurs
Depuis 2019,l’académie développe un programme de collaboration et d’échange avec des clubs de niveau amateur.Ce programme est appelé le CIP  ( le centre d’identification et de perfectionnement). Le CIP permet aux clubs amateurs de bénéficier d’encadrement sportifs et administratifs. En échange, l’académie peut identifier le potentiel des joueurs et joueuses des clubs. Ceci dans le but de développer les meilleurs talents et d’éventuellement de les recruter pour les équipes de dèveloppement de l’académie.
En 2025, plus d’une dizaine de clubs amateurs participent au programme CIP de l’académie.
Mentionnon les
- Ambassadeurs de Saint-Jérome
- CS Boucherville
- AS Brossard
- CS Cosmos de Granby[16]
- CS Montréal Centre
- CS Optimunde  ictoriaville
- CS Rousillon
- CS Trident[17]
- FC Loro
- Soccer Pointe-Claire
- =Soccer Soulanges
- Révolution FC[18]

Pour les jeunes de ces clubs amateurs, l´avantage est non seulement d´être sélectionnés par l´académie, mais aussi d´obtenir des conseils et un accès aux séances d´entraînement offert par le staff de l´académie. De plus participer au partenariat, donne l´accès à des matchs amicaux entre son club local et les équipes de l´académie.

## Historique
Alors que l'Impact de Montréal existe depuis 1992, le club créé son académie en 2010 ,À partir de 2011, l'Académie accueille des joueurs âgés de 12 à 16 ans qui évoluent au sein du programme sport-études à l'école Édouard-Montpetit.Ce programme est rapidement élargi pour accompagner les académiciens jusqu'à l'université[réf. nécessaire].
La pré-académie est créée en 2013. Les équipes de la pré-académie ne sont pas dans des championnats mais évoluent dans des matchs amicaux avec des clubs amateurs
En2015, l'équipe U23 intègre la ligue de l'USL et est fusionnée avec la réserve semi-professionnelle sous le nom du FC Montréal. Cette évolution ouvre de nouvelles perspectives de débouchés professionnels pour les jeunes joueurs issus de l'Académie. Ainsi, dès juillet 2015 et la fin de la saison U18, pas moins de 8 joueurs de cette section "graduent" et signent un contrat USL. Cette même année (2015) l'académie intègre la Caserne Letourneux, un nouveau camp d'entrainement dédié au soccer qu'elle partage avec l'équipe première du club. La réserve quitte le championnat USL Championship à la fin de la saison 2020 pour intégrer la Ligue1 Québec pour la saison 2021.
Pour leur part, en 2020, les équipes U18, U16 et U15 de l’académie qui évoluaient dans la U.S. Soccer Development Academy, se voient contraindre à se chercher une nouvelle ligue de développement: la U.S. Soccer Development Academy fermant ses portes pour des motifs financiers. Finalement les équipes de l´académie se trouvent à évoluer en 2022 dans la nouvelle ligue nord- américaine MLS Next(en).

En 2022, la direction du club nomme Amy Walsh, une ancienne internationale canadienne, comme consultante en vue de mettre sur pied une portion ou un programme féminin à l’académie. Mai 2023, suite aux recommandation de Walsh, le CF  crée son programme féminin intégré à même l’académie. Le programme est ouvert pour les filles de 15 à 18 ans. Au cours des dernières années, plusieurs joueuses du programme féminin ont l’opportunité de graduer dans des circuits amateurs supérieurs tel que la National Collegiate Athletic Association (NCAA) aux États-Unis,.
== Joueurs et joueuses ayant signé leurs premiers contrats professionnels à l'académie ==
Karl Ouimette est est le premier joueur de l’académie à signer un contrat professionnel,. La première joueuse de l’académie à faire autant est Savanah Chenalen 2025 avec les Roses de Montréal évoluant dans la Super Ligue du Nord.
.
Au fil des années, l’académie a développé de jeunes joueurs jusqu’au rang professionnel, comme Mathieu Choinière qui a fait partie des U14, U15, U16 et U18 de l’académie, avant d'être sélectionné en 2023 pour le match des étoiles de la Major League Soccer,.

## Palmarès et résultats

### Equipe réserve
(consulter Statistiques de la Ligue1 Québec)

### Autres équipes masculines de l’académie
- Équipe U18: 3e place pour le championnat USSDA U18 : aux saisons 2014 et 2015.
- /Équipe U16: 3e place dans sa division pour la saison 2025 et qualifiée pour les séries de la MLS Next[35].

### Équipes féminines de l’académie
- 1re place saison 2023 Ligue1 Québec féminine[36]

- Championne provinciale 2023 Ligue1 Québec féminine et vice-championne 2023 dans la Ligue1 Canada féminine (championnat canadien de 2e niveau féminin au Canada) [37]
- 1re place saison régulière 2024 et  vice-championne 2024 dans la Ligue1 Québec féminine[38].

## Palmarès international de joueurs et joueuses de l’académie
Quelques joueurs et joueuses de l’académie sont sélectionnés pour les équipes nationales de leur catégorie d’âge: 
- Équipe du Canada féminine U20 en 2025:

Inès Nourani, Liana Tarasco, Juliette Perrault,. L’équipe canadienne remporte le championnat féminin U20 de la CONCACAF. Mentionnons Léa Larouche, une  ancienne académicienne de Montréal (2023-2024), qui a marquée le but gagnant en demi-finale pour éliminer les Américaines U20.
- Équipe du Canada féminine U17 en 2025

Mhadiijah Cissé, Kellyane Dumas, Alyssa Garreaud, Marina Martineausont sélectionnées en vue des qualifications pour le Mondial féminin U17de la FIFA tenu en octobre-novembre .
Mélyna Alexis, Kellyane Dumas, Maïka-Kim Guerrier sont sélectionées pour le Tournois des 4 nations au Mexique à la fin du mois de juillet.
- Équipe du Canada U17 en 2025:

Owen Roache, Sergei Kowloonvskiy et Agnilas Sadek sont sélectionnés pour le championnat Concacaf U17
- Équipe du Canada U15 en 2025:

John Alexis, Julizano Barbieri, Israël Emoji, Rafael Kouamé et Luis Felipe Ramirez sont  sélectionnés par l’équipe nationale canadienne pour le  championnat U15 de la CONCACAF ui se tien au Costa Rica au mois d’août 2025.